# Kinokawa

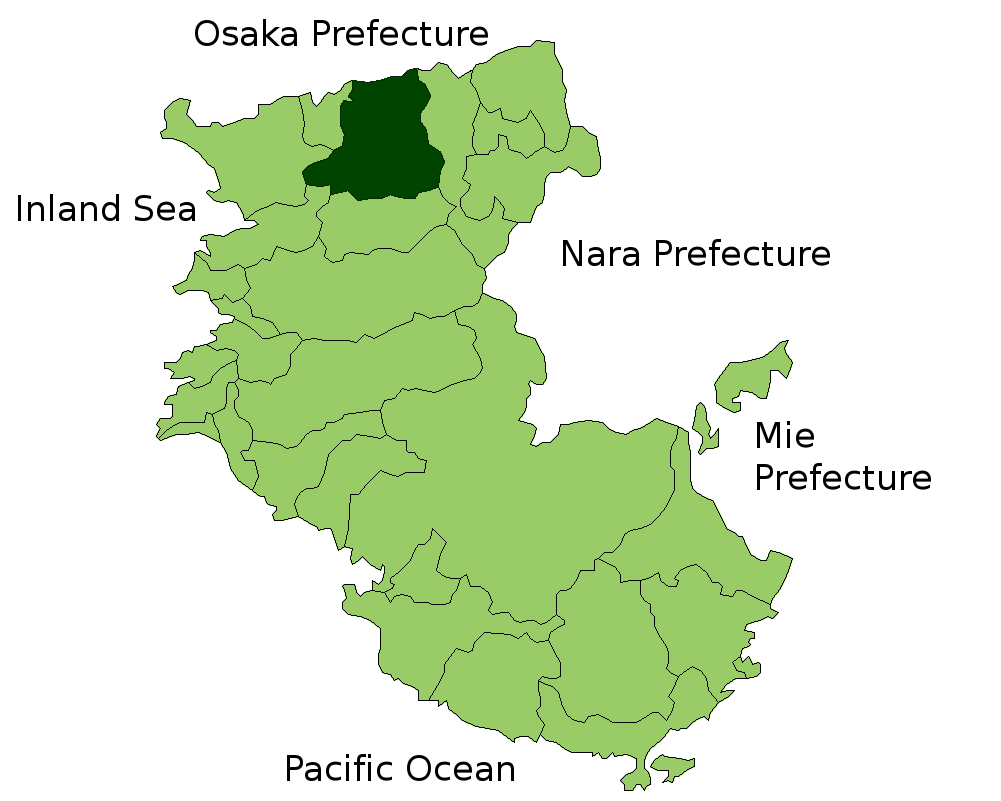

Kinokawa (紀の川市 Kinokawa-shi?) este un municipiu din Japonia, prefectura Wakayama. Municipiul a fost creat la 11 noiembrie 2005 prin comasarea orașelor Kishigawa, Kokawa, Momoyama, Naga și Uchita din districtul Naga.